# Олюнино
Олюнино — деревня Фоминского сельского округа Константиновского сельского поселения Тутаевского района Ярославской области .
Деревня находится на северо-западе сельского поселения находится к юго-западу от города Тутаева. Она расположена на обоих высоких берегах реки Рыкуша, которая протекает в глубокой долине. Деревня стоит к западу от дороги, которая следует из города Тутаев на юг, к посёлку Чёбаково, на расстоянии около 2 км к западу от стоящей на этой дороге деревни Копнинское. На правом берегу реки, ниже по течению, к востоку стоит деревня Борисовское, а выше по течению, к западу стоит деревня Шишкино. К северу на левом берегу Рыкуши стоит деревня Мартыново, которая находится в Артемьевском сельском поселении .
Деревня Олюнина указана на плане Генерального межевания Борисоглебского уезда 1792 года. В 1825 Борисоглебский уезд был объединён с Романовским уездом. По сведениям 1859 года деревня относилась к Романово-Борисоглебскому уезду .
На 1 января 2007 года в деревне Олюнино числилось 4 постоянных жителя . По карте 1975 г. в деревне жило 14 человек. Почтовое отделение Тутаев обслуживает в деревне 8 владений на улице Заречная и 5 владений на улице Лесная .